# Buonabitacolo
Buonabitacolo es una localidad y comune italiana de la provincia de Salerno, región de Campania, con 2.641 habitantes.

## Evolución demográfica
| Gráfica de evolución demográfica de Buonabitacolo entre 1861 y 2001 |
|                                                                     |
| Fuente ISTAT - elaboración gráfica de Wikipedia                     |

## Ciudades hermanadas
Buonabitacolo está hermanada con la localidad española La Línea de la Concepción, a raíz de las jornadas celebradas en marzo de 2023 sobre el hundimiento del SS Utopia.